# آب‌مارهای نواری
آب‌مارهای نواری (نام علمی: Djokoiskandarus annulata) نام یک گونه از تیره قمچه‌ماران است.